# ファン・ドミンゲス・ラマス
フアン・ドミンゲス・ラマス（Juan Domínguez Lamas, 1990年1月8日 - ）は、スペイン・ポンテデウメ出身の元サッカー選手。現役時代のポジションはMF。

## 経歴
2004年からデポルティーボ・ラ・コルーニャのユースチームでプレーし、2009年にトップチームデビュー。RCDマヨルカへのレンタル移籍を経て、2017年8月23日にCFレウス・デポルティウへ3年契約で移籍。2019年2月13日、SKシュトゥルム・グラーツに移籍した。2020年8月29日、PASヤニナFCに移籍した。

## 所属クラブ
- デポルティーボ・ファブリル 2008-2010
- デポルティーボ・ラ・コルーニャ 2009-2017
  -  RCDマヨルカ 2016-2017 (loan)
- CFレウス・デポルティウ 2017-2019
- SKシュトゥルム・グラーツ 2019-2020
- PASヤニナFC 2020-2022
- アステラス・トリポリスFC 2022-2023